# Barbara Paulus
Barbara Paulus (Bécs, 1970. szeptember 1. –) osztrák teniszezőnő. 1986-ban kezdte profi pályafutását, karrierje során hat egyéni és egy páros WTA-tornát nyert meg. Legjobb egyéni világranglista-helyezése tizedik volt, ezt 1996 novemberében érte el. 2001-ben vonult vissza a tenisztől.

## Eredményei Grand Slam-tornákon

### Egyéniben
| Torna           | 1998   | 1997   | 1996   | 1995   | 1994 | 1993 | 1992   | 1991   | 1990   | 1989   | 1988   | 1987   |
| --------------- | ------ | ------ | ------ | ------ | ---- | ---- | ------ | ------ | ------ | ------ | ------ | ------ |
| Australian Open | 1. kör | -      | 2. kör | 4. kör | -    | -    | 1. kör | 2. kör | 4. kör | -      | -      | -      |
| Roland Garros   | 1. kör | 4. kör | 3. kör | 1. kör | -    | -    | -      | -      | -      | 2. kör | 3. kör | 3. kör |
| Wimbledon       | 1. kör | 2. kör | -      | 2. kör | -    | -    | -      | -      | 1. kör | -      | -      | 1. kör |
| US Open         | 1. kör | 1. kör | 3. kör | 2. kör | -    | -    | -      | 1. kör | 2. kör | 4. kör | 4. kör | -      |